# 금촌중학교
금촌중학교(金村中學校)는 대한민국 경기도 파주시 금릉동에 있는 공립 중학교이다.

## 학교 연혁
- 2005년 12월 26일 : 금촌중학교 39학급 설립 인가
- 2006년 3월 1일 : 개교 및 초대 김숙례 교장 취임
- 2006년 3월 2일 : 신입생 279명 입학 7학급
- 2009년 2월 11일 : 제1회 졸업 7학급 276명
- 2021년 9월 1일 : 제4대 이민택 교장 취임
- 2024년 1월 4일 : 제16회 졸업 7학급 216명(누계 4,635명)
- 2024년 3월 4일 : 신입생 196명 입학 7학급

## 참고 자료
- 금촌중학교 - 한국교육학술정보원 학교알리미